# Golf Master
Golf Master è un videogioco di simulazione di golf per Commodore 64 sviluppato da Mikko Helevä e pubblicato da Rack It, etichetta economica della Hewson, nel 1988.

## Modalità di gioco
Questo videogioco presenta un percorso di 18 buche con una visualizzazione dall'alto dei campi di gioco, e questo lo differenzia principalmente dalla contemporanea serie Leader Board, caratterizzata invece da una grafica tridimensionale, con la quale veniva spesso messo a confronto.
I comandi (selezione della mazza, direzione su una bussola e potenza di tiro) sono presenti nella parte alta dello schermo e vanno regolati all'inizio di ogni tiro tramite un puntatore e delle icone. La regolazione non è in tempo reale e non richiede agilità manuale. Quando si conferma il tiro, un'animazione monocromatica del golfista appare temporaneamente al posto delle icone.
Ci sono buche che occupano una sola schermata e altre che si estendono con scorrimento, sempre in orizzontale verso destra. Un'icona permette di vedere in anteprima tutte le buche, mentre la barra spaziatrice permette di scorrere la visuale verso la buca. Come ostacoli sono presenti zone accidentate, bunker di sabbia, alberi e laghi.
Scopo del gioco è mettere in buca la pallina nel minor numero di colpi possibile; si può affrontare tutto il percorso, mezzo percorso o una buca singola, a tre livelli di difficoltà, e con da uno a quattro giocatori a turni. La difficoltà influenza la presenza di vento, che varia in tempo reale. 